# Jeanette Schocken
Jeanette Schocken (geb. Pinthus; * 9. Juli 1883 in Halle (Saale); † wohl 1942 in Minsk) war eine deutsche Kaufhausbesitzerin jüdischen Glaubens und Philanthropin.

## Biografie

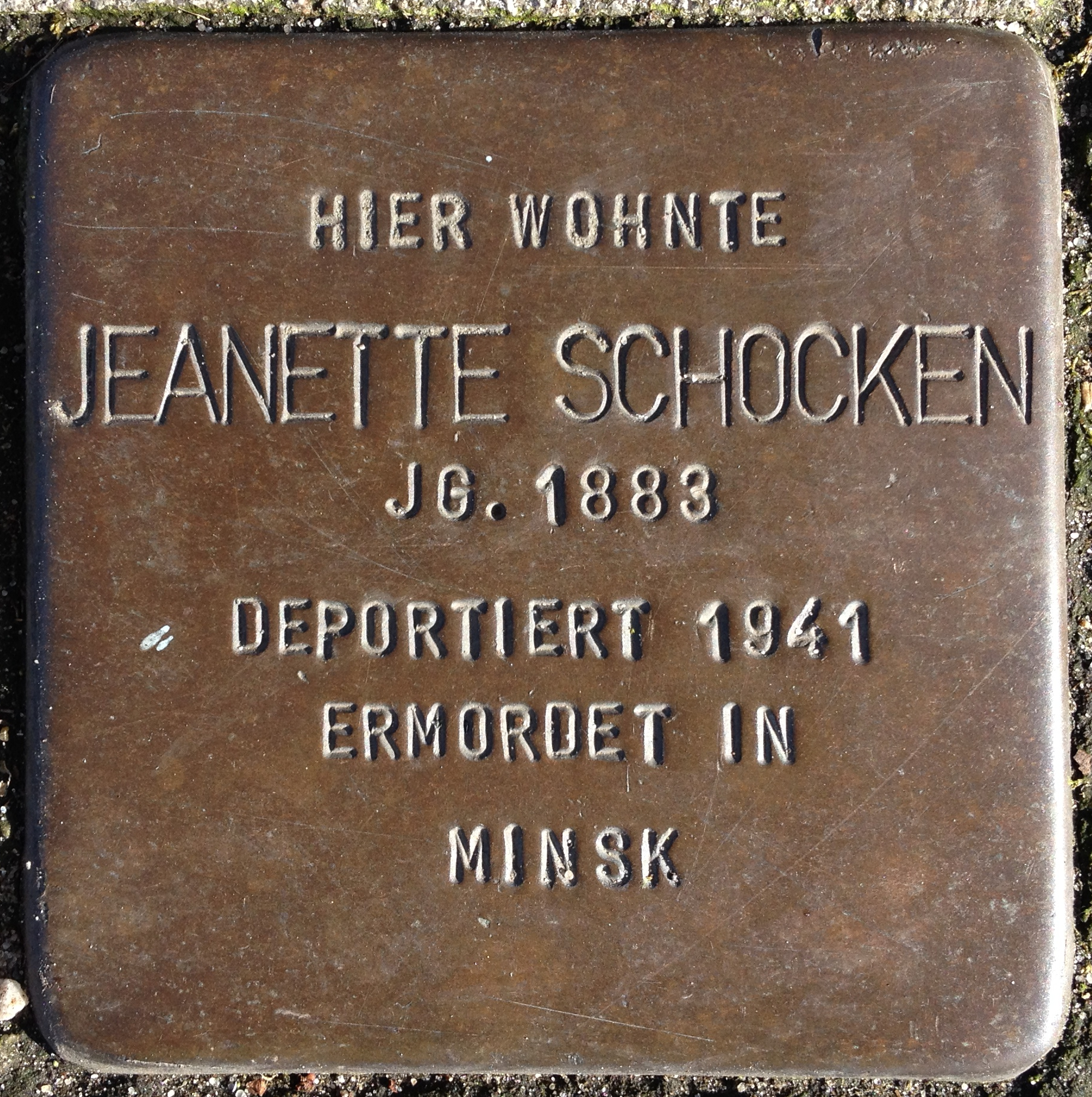
Stolperstein in der Wurster Straße 106 (Bremerhaven)

Jeanette Pinthus wuchs in Halle in einer wohlhabenden Kaufmannsfamilie auf. Ihr Vater Max Isidor Pinthus besaß hier ein gutgehendes Textilkaufhaus. 1903 kam Jeanette Schocken mit ihrem Mann Julius Schocken (1872–1934) nach Bremerhaven, der dort ein angesehener Kaufhausbesitzer und Synagogenvorsteher wurde. Sie hatte mit ihm die Töchter Edith (* 1907) und Hilde (* 1918) und den Sohn Heinz (* 1910). Nach Julius Schockens Tod 1934 leitete sie zusammen mit dem Mann ihrer Tochter Edith, Walter Elkeles, ihre beiden rechtlich vom Kaufhauskonzern Schocken unabhängigen Häuser in Bremerhaven und Geestemünde, bis sie diese Geschäfte 1938 an die „arisierte“ Zentrale des Schocken-Nachfolgekonzerns verkaufen musste. Wie ihr Mann Julius Schocken war sie aktiv in der jüdischen Gemeinde und in Bremerhavener Wohltätigkeitsvereinen tätig.
Nach den Novemberpogromen 1938 emigrierten Jeanette Schockens Kinder Heinz und Hilde in die USA, ihr Schwiegersohn Erkeles mit den Enkeln nach Palästina. Jeanette Schocken blieb mit ihrer Tochter Edith, die wegen des NS-Terrors psychisch erkrankt war, in ihrem Haus in Lehe (heute Bremerhaven). Am 17. November 1941 wurden sie zusammen mit anderen Bremer und Bremerhavener Juden nach Minsk deportiert und mutmaßlich im Vernichtungslager Maly Trostinez ermordet.

### Ehrungen
- Ihr Haus in Lehe wurde 1942 an die Kriegsmarine übereignet. 1948 gelangte es an die Arbeiterwohlfahrt und ist heute als Villa Schocken ein Altersheim der AWO.
- Im Gedenken an die Bremerhavener Wohltäterin und zur Erinnerung an die Verfolgung jüdischer Mitbürger stifteten 1991 Bremerhavener Bürger den Jeanette Schocken Preis für Literatur.